# Paweł Dawidowicz
Paweł Marek Dawidowicz (Olsztyn, 20 mei 1995) is een Pools voetballer die doorgaans speelt als middenvelder. In juli 2025 verliet hij Hellas Verona. Dawidowicz maakte in 2015 zijn debuut in het Pools voetbalelftal.

## Clubcarrière
Dawidowicz werd geboren in Olsztyn en hij begon te voetballen in de jeugd van Sokół Ostróda. In 2011 stapte de aanvaller over naar Lechia Gdańsk. Bij die club speelde hij op 30 mei 2013 zijn eerste competitiewedstrijd, tegen Zagłębie Lubin (0–3 overwinning). Op die dag was hij achttien jaar en tien dagen oud. Een kwartier voor tijd mocht de middenvelder als invaller binnen de lijnen komen. De eerste basisplaats in de opstelling van Lechia volgde tijdens het seizoen erop, toen er op 22 juli 2013 in eigen huis met 2–2 gelijkgespeeld werd tegen Podbeskidzie Bielsko-Biała. De eerste competitietreffer van Dawidowicz voor Lechia viel op 30 september 2013, toen er in eigen huis met 2–2 gelijkgespeeld werd in het duel met Korona Kielce. Een paar minuten voor rust kopte de middenvelder de bal tegen de touwen na een vrije trap.
Op 19 mei 2014 tekende de Pool een vijfjarig contract bij het Portugese Benfica. In de zomer van 2016 werd Dawidowicz voor de duur van één seizoen op huurbasis gestald bij VfL Bochum. Het seizoen 2017/18 bracht de middenvelder door op huurbasis bij Palermo. In de zomer van 2018 werd de Pool voor de derde maal verhuurd door Benfica, ditmaal aan Hellas Verona. In dat seizoen promoveerde Dawidowicz met Hellas Verona naar de Serie A, waarop die club besloot hem definitief over te nemen. Met de overgang was een bedrag van circa drieënhalf miljoen euro gemoeid en de verdediger tekende een contract voor drie seizoenen in Verona.

## Clubstatistieken
| Seizoen | Club            | Competitie    | Competitie | Competitie | Beker | Beker | Internationaal | Internationaal | Totaal | Totaal |
| Seizoen | Club            | Competitie    | Wed.       | Dlp.       | Wed.  | Dlp.  | Wed.           | Dlp.           | Wed.   | Dlp.   |
| ------- | --------------- | ------------- | ---------- | ---------- | ----- | ----- | -------------- | -------------- | ------ | ------ |
| 2012/13 | Lechia Gdańsk   | Ekstraklasa   | 2          | 0          | 0     | 0     | —              | —              | 2      | 0      |
| 2013/14 | Lechia Gdańsk   | Ekstraklasa   | 32         | 1          | 2     | 0     | —              | —              | 34     | 1      |
| 2014/15 | Benfica B       | Segunda Liga  | 29         | 1          | —     | —     | —              | —              | 29     | 1      |
| 2015/16 | Benfica B       | Segunda Liga  | 37         | 2          | —     | —     | —              | —              | 37     | 2      |
| 2016/17 | → VfL Bochum    | 2. Bundesliga | 17         | 0          | 0     | 0     | —              | —              | 17     | 0      |
| 2017/18 | → Palermo       | Serie B       | 29         | 0          | 0     | 0     | —              | —              | 29     | 0      |
| 2018/19 | → Hellas Verona | Serie B       | 33         | 1          | 1     | 0     | —              | —              | 34     | 1      |
| 2019/20 | Hellas Verona   | Serie A       | 15         | 1          | 0     | 0     | —              | —              | 15     | 1      |
| 2020/21 | Hellas Verona   | Serie A       | 30         | 0          | 2     | 0     | —              | —              | 32     | 0      |
| 2021/22 | Hellas Verona   | Serie A       | 17         | 0          | 1     | 0     | —              | —              | 18     | 0      |
| 2022/23 | Hellas Verona   | Serie A       | 24         | 1          | 1     | 0     | —              | —              | 25     | 1      |
| 2023/24 | Hellas Verona   | Serie A       | 28         | 0          | 1     | 1     | —              | —              | 29     | 1      |
| 2024/25 | Hellas Verona   | Serie A       | 26         | 0          | 1     | 0     | —              | —              | 27     | 0      |
| Totaal  | Totaal          | Totaal        | 319        | 7          | 9     | 1     | 0              | 0              | 328    | 8      |

Bijgewerkt op 8 juli 2025.

## Interlandcarrière
Op 17 november 2015 maakte Dawidowicz zijn debuut in het Pools voetbalelftal in een oefeninterland tegen Tsjechië. Arkadiusz Milik, Tomasz Jodłowiec en Kamil Grosicki scoorden voor Polen en Ladislav Krejčí namens Tsjechië, waardoor de Polen met 3–1 wonnen. Dawidowicz moest van bondscoach Adam Nawałka op de bank beginnen en hij mocht drie minuten voor tijd invallen voor Michał Pazdan. Na zijn debuut werd hij lang niet meer opgeroepen voor de Poolse nationale ploeg. In maart 2021 speelde hij pas zijn tweede interland. Dawidowicz werd daarop in mei 2021 door bondscoach Paulo Sousa opgenomen in de selectie voor het uitgestelde EK 2020. Op dit toernooi werd Polen uitgeschakeld in de groepsfase, na nederlagen tegen Slowakije (1–2) en Zweden (3–2) en een gelijkspel tegen Spanje (1–1). Dawidowicz speelde alleen tegen Spanje mee. Zijn toenmalige teamgenoot Antonín Barák (Tsjechië) was ook actief op het EK.
In oktober 2022 werd Dawidowicz door bondscoach Czesław Michniewicz opgenomen in de Poolse voorselectie voor het WK 2022. Voor de uiteindelijke selectie was hij een van de afvallers.
Dawidowicz werd in mei 2024 door bondscoach Michał Probierz opgenomen in de voorselectie van Polen voor het EK 2024 in Duisland. Polen werd in de groepsfase uitgeschakeld na nederlagen tegen Nederland (1–2) en Oostenrijk (1–3) en een gelijkspel tegen Frankrijk (1–1). Dawidowicz kwam op het EK in twee duels in actie. Zijn toenmalige clubgenoten Michael Folorunsho (Italië), Karol Świderski (eveneens Polen), Tomáš Suslov en Ondrej Duda (beiden Slowakije) waren ook actief op het toernooi.
| Interlands van Paweł Dawidowicz voor Polen | Interlands van Paweł Dawidowicz voor Polen | Interlands van Paweł Dawidowicz voor Polen | Interlands van Paweł Dawidowicz voor Polen | Interlands van Paweł Dawidowicz voor Polen | Interlands van Paweł Dawidowicz voor Polen | Interlands van Paweł Dawidowicz voor Polen |
| №                                          | Datum                                      | Wedstrijd                                  | Uitslag                                    | Competitie                                 | Goals                                      |                                            |
| Als speler bij Benfica                     | Als speler bij Benfica                     | Als speler bij Benfica                     | Als speler bij Benfica                     | Als speler bij Benfica                     | Als speler bij Benfica                     | Als speler bij Benfica                     |
| ------------------------------------------ | ------------------------------------------ | ------------------------------------------ | ------------------------------------------ | ------------------------------------------ | ------------------------------------------ | ------------------------------------------ |
| 1                                          | 17 november 2015                           | Polen – Tsjechië                           | 3 – 1                                      | Vriendschappelijk                          |                                            |                                            |
| Als speler bij Hellas Verona               |                                            |                                            |                                            |                                            |                                            |                                            |
| 2                                          | 28 maart 2021                              | Polen – Andorra                            | 3 – 0                                      | WK 2022 kwalificatie                       |                                            |                                            |
| 3                                          | 8 juni 2021                                | Polen – IJsland                            | 2 – 2                                      | Vriendschappelijk                          |                                            |                                            |
| 4                                          | 19 juni 2021                               | Spanje – Polen                             | 1 – 1                                      | EK 2020                                    |                                            |                                            |
| 5                                          | 2 september 2021                           | Polen – Albanië                            | 4 – 1                                      | WK 2022 kwalificatie                       |                                            |                                            |
| 6                                          | 8 september 2021                           | Polen – Engeland                           | 1 – 1                                      | WK 2022 kwalificatie                       |                                            |                                            |
| 7                                          | 12 oktober 2021                            | Albanië – Polen                            | 0 – 1                                      | WK 2022 kwalificatie                       |                                            |                                            |
| 8                                          | 15 november 2021                           | Polen – Hongarije                          | 1 – 2                                      | WK 2022 kwalificatie                       |                                            |                                            |
| 9                                          | 21 maart 2024                              | Polen – Estland                            | 5 – 1                                      | EK 2024 kwalificatie                       |                                            |                                            |
| 10                                         | 26 maart 2024                              | Wales – Polen                              | 0 – 0 (4 – 5 n.s.)                         | EK 2024 kwalificatie                       |                                            |                                            |
| 11                                         | 10 juni 2024                               | Polen – Turkije                            | 2 – 1                                      | Vriendschappelijk                          |                                            |                                            |
| 12                                         | 21 juni 2024                               | Polen – Oostenrijk                         | 1 – 3                                      | EK 2024                                    |                                            |                                            |
| 13                                         | 25 juni 2024                               | Frankrijk – Polen                          | 1 – 1                                      | EK 2024                                    |                                            |                                            |
| 14                                         | 5 september 2024                           | Schotland – Polen                          | 2 – 3                                      | Nations League 2024/25                     |                                            |                                            |
| 15                                         | 8 september 2024                           | Kroatië – Polen                            | 1 – 0                                      | Nations League 2024/25                     |                                            |                                            |
| 16                                         | 12 oktober 2024                            | Polen – Portugal                           | 1 – 3                                      | Nations League 2024/25                     |                                            |                                            |
| 17                                         | 15 oktober 2024                            | Polen – Kroatië                            | 3 – 3                                      | Nations League 2024/25                     |                                            |                                            |

Bijgewerkt op 8 juli 2025.